# Geiselwind
Geiselwind er en købstad (markt) i Landkreis Kitzingen i Regierungsbezirk Unterfranken, i den tyske delstat Bayern. Geiselwind er mest kendt for oplevelsespark „Freizeitland Geiselwind“

## Geografi
Geiselwind ligger øst for Würzburg, og har tidligere hørt under Regierungsbezirk Mittelfranken. I udkanten af kommunens område ligger Dreifrankenstein ved stedet hvor de tre regierungsbezirke Unterfranken, Mittelfranken og Oberfranken støder til hinanden.
Hovedbyen Geiselwind, ligger i Steigerwald ovenfor Ebrachs (også kaldt Geiselwinder Ebrach genannt) udløb i Reiche Ebrach (biflod til Regnitz).
I kommunen er der ud over Geiselwind landsbyerne og bebyggelserne Burggrub, Dürrnbuch, Ebersbrunn, Füttersee, Geiselwind, Gräfenneuses, Haag, Hohnsberg, Holzberndorf, Hutzelmühle, Ilmenau, Langenberg, Neugrub, Rehweiler, Röhrensee, Seramsmühle, Sixtenberg og Wasserberndorf